# Sarah Nemtanu
Pour les articles homonymes, voir Nemtanu.
Sarah Nemtanu (née en 1981 à Bordeaux) est une violoniste franco-roumaine.

## Biographie
Sarah Nemtanu, comme sa sœur Deborah, commence l'étude du violon avec son père, Vladimir Nemtanu, premier violon solo de l'Orchestre national Bordeaux Aquitaine. Elle étudie ensuite au Conservatoire à rayonnement régional de Bordeaux, obtenant, à l’unanimité, une médaille d’or en violon et en musique de chambre. Elle entre en 1997 au Conservatoire national supérieur de musique de Paris, où elle étudie avec Gérard Poulet et Pierre-Laurent Aimard. Elle remporte le premier prix Maurice-Ravel à Saint-Jean-de-Luz en 1998 et le troisième prix du Concours international Stradivarius en 2001.
Depuis 2002 elle partage avec Luc Héry le poste de premier violon solo de l'Orchestre national de France avec lequel elle se produit également en soliste. Cette situation lui vaut d'être invitée par de célèbres chefs d'orchestre, comme Bernard Haitink, Colin Davis ou Riccardo Muti.
En 2009, elle interpréte le Concerto pour violon de Tchaïkovski pour la bande son du film Le Concert, et en coachant l'actrice principale Mélanie Laurent pour qu'elle ait l'air naturelle à l'écran.

## Discographie
- Gypsic, Naïve, 2010, avec la collaboration de Chilly Gonzales.